# Marmul (huyện)
Marmul là một huyện thuộc tỉnh Balkh, Afghanistan. Dân số thời điểm năm 1999 là 9,711 người.